# Nuit debout (film)
Pour plus de détails, voir Fiche technique et Distribution.
Nuit debout est un film documentaire congolais sorti en 2019, réalisé par Bob Nelson Makengo,,,.

## Distinctions
- 2020 : Festival du film documentaire de Saint-Louis, Saint-Louis (Sénégal) ;
- 2020 : Festival International du Film Francophone de Namur, Namur (Belgique) ;
- 2020 : Images en bibliothèques, Paris (France) ;
- 2020 : Cinéma du réel, Paris (France) ;
- 2019 : Festival international du film documentaire d'Amsterdam, Amsterdam (Pays-Bas)[2],[5],[6] ;